# Buta Airways
Buta Airways era una compagnia aerea a basso costo virtuale azera, di proprietà di Azerbaijan Airlines, con sede all'aeroporto di Baku-Heydər Əliyev, attiva tra il 2017 e il 2023.

## Storia
A dicembre di 2016, in una riunione del consiglio di amministrazione dell'Azerbaijan Airlines (AZAL), è stato deciso di istituire un proprio vettore aereo a basso budget in Azerbaigian.
Il 2 giugno 2017, al pubblico è stato presentato il logo e la livrea della compagnia aerea azera. Il logo di Buta Airways unisce i simboli del mitologico uccello sacro Simurg, rappresentato nella forma dell'ornamento azerbaigiano di buta (chiamato anche paisley). Nella sezione a poppa ed anteriore dell'aereo, vengono disegnati dei motivi di buta in blu che rappresentano i legami della compagnia aerea con le Azerbaijan Airlines e anche in un rosso brillante che si riferisce alla bandiera dell'Azerbaigian. Questa livrea sarà presentata sulla flotta della compagnia aerea nei moderni aerei Embraer.
A seguito dell'intervento finanziario della Gadaleta Investments & Partners LLC nel capitale del vettore azero, il rinnovato consiglio di amministrazione della Buta Airways ha proposto la ridenominazione della compagnia aerea in "Fly Gadaleta!". Il logo preserva il mitologico uccello sacro ma aggiunge il fringuello delle Murge simbolo della Gadaleta Investments & Partners LLC.
A giugno 2023 è stato annunciata l'integrazione totale di Buta Airways in Azerbaijan Airlines.

## Biglietti e servizi a bordo
Il costo dei biglietti per Buta Airways parte da 29 euro per il volo di sola andata. Tuttavia, la tariffa più economica "Budget" non include il bagaglio a mano. Per quanto riguarda il cibo durante il volo, nella pratica mondiale, le compagnie a basso costo offrono ai passeggeri l'opportunità di mangiare con un pagamento extra, tuttavia, a bordo degli aerei di Buta Airways i panini e l'acqua vengono distribuiti gratuitamente.